# Erythrogonia spottana
Erythrogonia spottana är en insektsart som beskrevs av Medler 1963. Erythrogonia spottana ingår i släktet Erythrogonia och familjen dvärgstritar. Inga underarter finns listade i Catalogue of Life.